# Leptoclinides oscitans
Leptoclinides oscitans är en sjöpungsart som beskrevs av Monniot 1996. Leptoclinides oscitans ingår i släktet Leptoclinides och familjen Didemnidae. Inga underarter finns listade i Catalogue of Life.